# Safrol
Safrol of safrool is natuurlijk voorkomend alkenylbenzeen, dat gevormd wordt in plantensoorten uit het geslacht Sassafras, waar ook de sassafrasolie van afkomstig is. Safrol is een aromatische ether en wordt gebruikt als een aroma en in de productie van insecticiden. Het is een kleurloze of lichtgele vloeistof en heeft de geur van sassafras. Het vormt een belangrijk bestanddeel in verschillende oliën.
Safrol wordt gebruikt als een plaatselijk ontsmettingsmiddel en als olie in cosmetica. Omdat het carcinogeen is voor knaagdieren en mogelijk ook voor mensen, wordt het niet meer gebruikt als smaakstof in voedsel. Sassafras kan ook in voeding terechtkomen als bestanddeel van kruiden en specerijen (zoals kaneel, anijs, zwarte peper, basilicum en nootmuskaat). Sinds 1960 is sassafrasolie in de Verenigde Staten verboden. In de Europese Unie is het maximum gehalte aan safrol in levensmiddelen gereguleerd, en het gebruik van safrol als zuivere ingrediënt verboden.

## Synthese
Safrol kan bereid worden uit catechol. Catechol (1) is een aromatisch diol dat in reactie wordt gebracht met een basische oplossing van dibroommethaan, zodat een aromatisch acetaal (2) ontstaat. Vervolgens wordt de aromatische ring selectief gebromeerd met N-broomsuccinimide tot het broomderivaat 3:
Dit wordt gevolgd door reactie met magnesium, zodat het Grignard-reagens ontstaat, dat vervolgens gekoppeld wordt met allylbromide tot safrol (4):
Een andere manier begint met de synthese van 4-allylcatechol, door de methoxygroep van eugenol om te zetten in een hydroxylgroep met trimethyljoodsilaan. 4-allylcatechol wordt vervolgens geacetaliseerd met dichloormethaan.

## Eigenschappen en reacties
Uit safrol kan MDMA (3,4-methyleendioxymethamfetamine) worden gevormd. Daartoe wordt safrol eerst omgezet in isosafrol. Dit gebeurt door safrol te verhitten met een palladium-katalysator. Isosafrol ondergaat dan oxidatie waardoor 3,4-methyleendioxyfenyl-2-propanon ontstaat. Vervolgens vindt een reductieve aminering plaats met monomethylamine. Vanuit 3,4-methyleendioxyfenyl-2-propanon kan door reductieve aminering met ethylamine ook nog MDEA ontstaan, en door reactie met ammoniak wordt MDA (3,4-methyleendioxyamfetamine) gevormd.

## Metabolisme
Safrol kan door hepatocyten (levercellen) worden omgezet in verschillende (carcinogene) metabolieten. Uit in-vivo-onderzoek bij knaagdieren is gebleken dat er drie belangrijke biotransformatie routes zijn.
De dubbele binding in de alkenylgroep kan in de lever ge-epoxideerd worden. Daarnaast kan safrol door cytochroom P450 (voornamelijk P450 2A6) gehydroxyleerd worden tot 1-hydroxysafrol, dat vervolgens met behulp van het sulfaattransferase verbonden wordt met sulfaat tot 1-sulfoxysafrol.
De derde belangrijke metabole reactie is de vorming van 4-allyl-o-chinon. Safrol wordt door cytochroom P450 gehydroxyleerd tot 4-allycatechol. Dit intermediair wordt vervolgens geoxideerd tot 4-allyl-o-chinon. De zuurstofradicalen die bij deze laatste reactie ontstaan kunnen schade toebrengen aan het DNA. 4-allyl-o-chinon zelf kan mogelijk adducten vormen met DNA.

## Toxicologie en veiligheid
Volgens studies met proefdieren kan safrol kanker veroorzaken. Safrol heeft invloed op reproductieve cellen en kan de placenta passeren, waardoor het teratogene effecten kan teweegbrengen. Chronische blootstelling aan safrol kan leiden tot leverschade. Safrol kan apoptose veroorzaken. Uit onderzoek blijkt ook dat safrol bij hogere concentraties cytotoxisch wordt voor menselijk osteoblastachtige cellen en dat het antimicrobiële activiteit in menselijke neutrofielen vermindert. Bovendien blijkt dat bij hoge concentraties safrol zorgt voor een significante toename in genotoxiciteit in menselijke hepatoblastomacellen. Hepatoblastoma is een kwaadaardige embryonale levertumor die bijna alleen voorkomt bij zuigelingen en erg jonge kinderen. Het kan ook proliferatie in menselijke orale kankercellen versterken.